# Carl Norberg
Carl Gustaf Rudolf Norberg, född 5 maj 1924 i Örebro, död 7 september 2007 i Täby, var en svensk officer i Flygvapnet.

## Biografi
Norberg blev officer och fänrik i Flygvapnet 1947. År 1948 befordrades han till löjtnant vid Östgöta flygflottilj (F 3) och 1953 till kapten vid Flygkadettskolan (F 20),  1959till major, 1963 till överstelöjtnant och 1966 till överste. Åren 1966–1976 var han flottiljchef för Bråvalla flygflottilj (F 13). År 1976 befordrades han till överste av 1:a graden och blev sektorflottiljchef för samma flygflottilj. Åren 1979–1981 var han inspektör för Flygsäkerhetstjänsten vid Flygstaben. Han avslutade sin karriär inom Flygvapnet som chef för Systemsektionen på Flygstaben, vilket han var 1981–1984. Norberg är gravsatt i minneslunden på Djursholms begravningsplats.

## Utmärkelser
- Riddare av Svärdsorden, 1964.[2]
- Kommendör av första klass av Svärdsorden, 6 juni 1970.[3]
- Kommendör av första klass av Svärdsorden, 6 juni 1974.[4]